# Bro församling, Visby stift
Bro församling var en församling i Visby stift. Församlingen uppgick 2007 i Väskinde församling.
Församlingskyrka var Bro kyrka

## Administrativ historik
Församlingen har medeltida ursprung.  
Församlingen utgjorde under medeltiden ett eget pastorat för att därefter vara annexförsamling i pastoratet Väskinde och Bro som 1 maj 1925 utökades med Fole och Lokrume församlingar och 1962 ytterligare utökades med Hejnums och Bäls församlingar. År 2007 uppgick denna församling tillsammans med övriga i pastoratet i Väskinde församling.
Församlingskod var 098019.

## Klockare och organister
| Ämbetstid | Namn                  | Levnadstid | Övrigt                        |
| --------- | --------------------- | ---------- | ----------------------------- |
| 1764–1774 | Andreas Jacobsson     | 1744–      | Klockare och skolmästare      |
| 1797–1822 | Jacob Weström         | 1746–1822  | Klockare och skolmästare      |
| 1823–1838 | Johan Wallin          | 1798–      | Klockare och skolmästare      |
| 1839–1851 | Carl Oscar Gardell    | 1816–1851  | Organist och klockare         |
| 1854–1896 | Gustaf Erik Fagerlund | 1814–1896  | Organist, klockare och kantor |